# Heinrich Breling
Pour les articles homonymes, voir Berling (homonymie).
Heinrich Christoph Gottlieb Breling (né le 14 octobre 1849 à Burgdorf, mort le 6 septembre 1914 à Fischerhude, près d'Ottersberg) est un peintre prussien.

## Biographie
Il est un des fondateurs de l'école de Fischerhude. Il a été peintre de la cour du roi Louis II de Bavière.

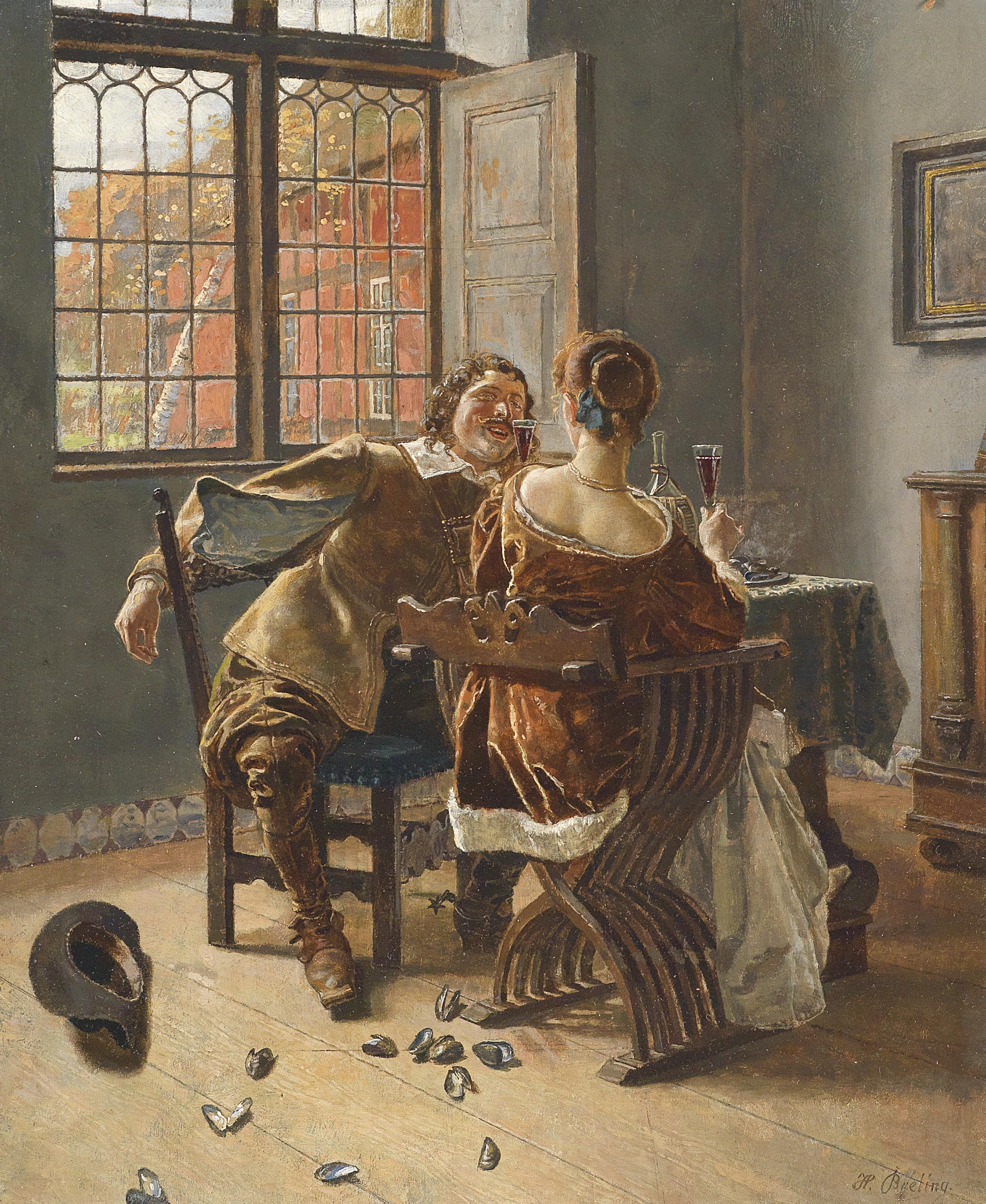
Das Festmahl
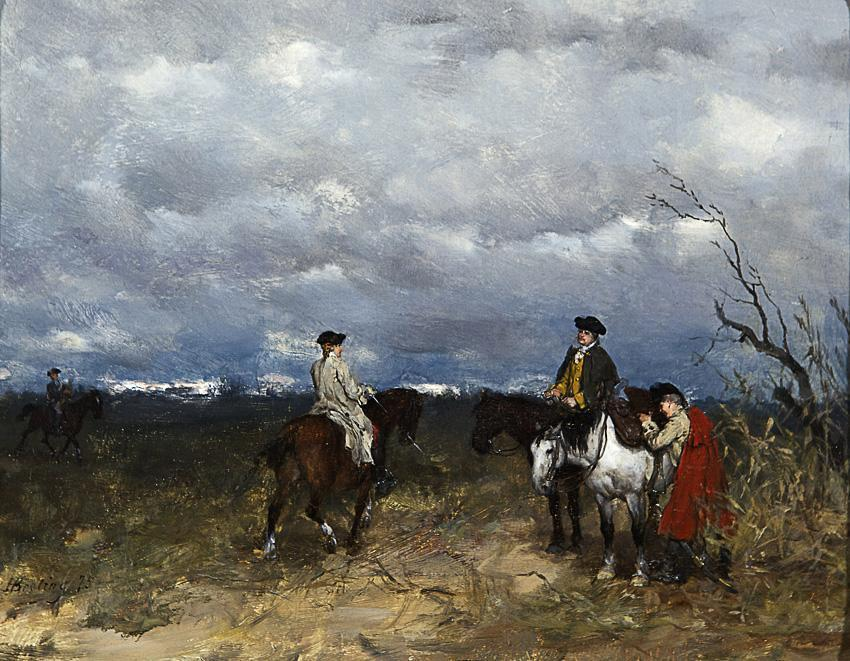
Reiter
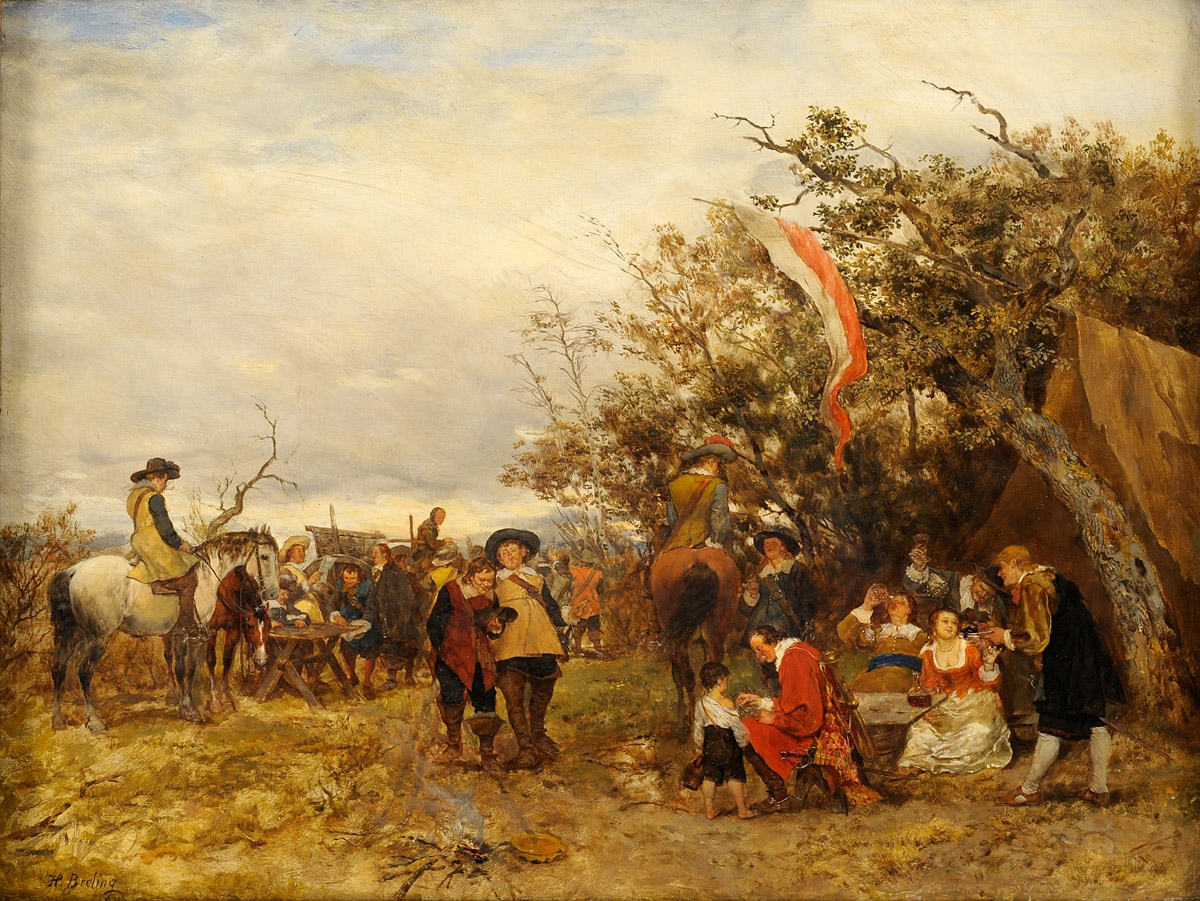
Das Soldatenlager